# Phalaenomorpha intermedia
Phalaenomorpha intermedia är en insektsart som först beskrevs av Melichar 1902.  Phalaenomorpha intermedia ingår i släktet Phalaenomorpha och familjen Flatidae. Inga underarter finns listade i Catalogue of Life.